# 롯데세븐
롯데세븐은 1982년 11월부터 1984년 4월까지 운영됐던 지금은 사라진 롯데그룹의 편의점 체인이며  롯데쇼핑은 1993년 12월 '롯데마트'로 편의점 체인을 다시 시작했으나  다음해 코리아세븐을 인수하면서 점포가 역으로 흡수됐다.

## 역사
롯데그룹은 1981년 7월 일본 최대 슈퍼마켓 체인 이토요카도로부터 편의점 사업 제의를 받았다. 이토요카도는 1973년에 일본에 세븐일레븐 브랜드를 도입해 일본에서 본격적인 편의점 시대를 열었고, 폭발적인 성장을 거듭하고 있었다.
롯데그룹은 대한민국에 편의점(Convenience Store, CVS)이라는 새로운 유통 사업 모델을 도입하고자 했고, 이를 위해 1981년 9월 롯데쇼핑 기획실 내에 CVS사업추진팀을 구성하여 세븐일레븐 런칭을 검토했다. 하지만 프랜차이즈 체인 사업의 불확실성과 높은 로열티가 부담으로 작용해 롯데는 독자적으로 테스트 점포를 운영한 이후에 사업 전개 여부를 최종 결정키로 했다.
롯데는 1982년 11월에 서울특별시 중구 신당동 약수시장 입구에 대한민국 최초의 편의점인 '롯데세븐'을 오픈해 생필품과 즉석식품 등 2천여 종의 상품을 오전 7시부터 오후 11시까지 연중무휴로 판매하기 시작했다. 이후 롯데는 1983년 1월에 롯데쇼핑 안에 편의점을 담당하는 특수사업팀을 구성해 1983년 3월에 2호점인 서교동점과 3호점인 논현점을 나란히 개설했다. 그러나 1980년대 초반이었던 당시의 생활 패턴과 편의점에 대한 소비자들의 이해 부족이 맞물려 편의점 사업은 성공하지 못했고, 결국 1983년부터 1984년 4월까지 신당동점을 시작으로 2, 3호점을 모두 철수하였다.